# Pangke
Pangke is een bestuurslaag in het regentschap Karimun van de provincie Riau-archipel, Indonesië. Pangke telt 3.986 inwoners (volkstelling 2010).